# Salvelinus lepechini
Salvelinus lepechini är en fiskart som först beskrevs av Gmelin, 1789.  Salvelinus lepechini ingår i släktet Salvelinus och familjen laxfiskar. IUCN kategoriserar arten globalt som livskraftig. Inga underarter finns listade i Catalogue of Life.